# نمور
نمور فیلمی به کارگردانی داوود بیدل، نویسندگی نوشین معراجی و تهیه‌کنندگی یاسر جعفری محصول سال ۱۴۰۰ می‌باشد. این فیلم در چهلمین دوره جشنواره فیلم فجر نمایش داده شد.

## داستان
داوود برادر بزرگتر خانواده است که به اصرار دانیال همراه همسر خود سمیرا و دخترش آرام راهی شمال می‌شود تا پس از پانزده سال با خواهرش دلارام آشتی کند. پس از رسیدن به شمال دلارام آنها را نمی‌پذیرد و داوود تصمیم به بازگشت می‌گیرد اما دانیال مانع می‌شود و مسئلهٔ مهمی را با او در میان می‌گذارد و …

## بازیگران
- محمدرضا علیمردانی
- سمیرا حسن‌پور
- نسیم ادبی
- باربد بابایی
- پریسا شاهولیان
- محمدرضا عباسی
- سید بنیامین شهیدزاده
- بهاره کیان افشار[۴]